# Maiori
Maiori là một đô thị (comune) thuộc tỉnh Salerno trong vùng Campania của Ý. Maiori có diện tích 16 km2, dân số là 5685 người (thời điểm ngày 31 tháng 12 năm 2004). Thị trấn nằm bên bờ biển Amalfi, là một khu vực nghỉ mát từ thời La Mã cổ đại với các bãi biển.